# Denis Ugolini
Denis Ugolini (Cesena, 20 luglio 1954 – Cesena, 19 novembre 2016) è stato un politico italiano.

## Biografia
Esponente del Partito Repubblicano Italiano, ricoprì l'incarico di consigliere comunale del comune di Cesena dal 1975 al 1990; eletto consigliere regionale in Emilia-Romagna nel 1985 e nel 1990, fu assessore regionale all'industria dal 1990 al 1994, nelle giunte guidate da Enrico Boselli prima e Pier Luigi Bersani poi.
In vista delle elezioni politiche del 1994, non condividendo la linea del partito di sostenere la coalizione centrista del Patto per l'Italia, si avvicinò ad Alleanza Democratica e al raggruppamento dei Progressisti, con il quale fu eletto nel collegio uninominale di Savignano sul Rubicone. Nel 1995 aderì, insieme ad altri esponenti repubblicani, liberali e socialisti, al gruppo de I Democratici, terminando il suo mandato nel 1996.
Non ricandidato dallo schieramento di centro-sinistra alle successive elezioni politiche del 1996, si ripresentò con una lista autonoma, Nuova Democrazia, ma fu battuto dal candidato dell'Ulivo Roberto Pinza, che solo due anni prima era stato candidato dal Patto per l'Italia risultando sconfitto dallo stesso Ugolini.
Nel 1999 si candidò alla carica sindaco di Cesena con una lista civica, ottenendo il 5% dei voti; si ripresentò nel 2004 con il sostegno della Casa delle Libertà, ma fu sconfitto al primo turno da Giordano Conti. Fu rieletto consigliere comunale nel 2009, nelle liste del PRI.
Morì il 19 novembre 2016 all'età di 62 anni presso la casa di cura "Malatesta Novello" a Cesena a causa di un tumore con cui lottava da tempo.